# Великоріцьке сільське поселення
Великорі́цьке сільське поселення (рос. Великорецкое сельское поселение) — адміністративна одиниця у складі Юр'янського району Кіровської області Росії. Адміністративний центр поселення — село Великоріцьке.

## Історія
Станом на 2002 рік на території поселення існували такі адміністративні одиниці:
- Великоріцький сільський округ (село Великоріцьке, присілки Агалеченки, Ардічі, Великі Баранови, Заложена, Стариченки, Тришичі, Чигарі)

Поселення було утворене згідно із законом Кіровської області від 7 грудня 2004 року № 284-ЗО у рамках муніципальної реформи шляхом перетворення Великоріцького сільського округу.

## Населення
Населення поселення становить 349 осіб (2017; 350 у 2016, 359 у 2015, 357 у 2014, 330 у 2013, 337 у 2012, 358 у 2010, 390 у 2002).

## Склад
До складу поселення входять 8 населених пунктів:
| Населений пункт           | Населення, осіб (2002) | Населення, осіб (2010) |
| ------------------------- | ---------------------- | ---------------------- |
| Агалаченки, присілок      | 23                     | 19                     |
| Ардичі, присілок          | 1                      | 4                      |
| Великі Баранови, присілок | 10                     | 7                      |
| Великоріцьке, село        | 350                    | 327                    |
| Заложена, присілок        | 4                      | 1                      |
| Стариченки, присілок      | 0                      | 0                      |
| Трішичі, присілок         | 2                      | 0                      |
| Чигарі, присілок          | 0                      | 0                      |